# لیگ دسته اول فوتبال پرو
لیگ دسته اول فوتبال پرو (اسپانیایی: Primera División del Perú‎) بالاترین سطح مسابقات فوتبال در کشور پرو است. این لیگ در سال ۱۹۱۲ میلادی تأسیس شده است. یونیورسیتاریو ده دپورتس با ۲۸ قهرمانی پرافتخارترین تیم در این مسابقات محسوب می‌شود.

## قهرمانان
| Rank | Club                  | Winners | Runners-up |
| ---- | --------------------- | ------- | ---------- |
| ۱    | یونیورسیتاریو         | ۲۸      | ۱۵         |
| ۲    | آلیانزا لیما          | ۲۵      | ۲۵         |
| ۳    | اسپورتینگ کریستال     | ۲۰      | ۱۵         |
| ۴    | اسپورت بویز           | ۶       | ۹          |
| ۵    | دپورتیوو مونیسیپال    | ۴       | ۸          |
| ۶    | یونیورسیداد سن مارتین | ۳       | ۰          |
| ۷    | اتلتیکو چالاکو        | ۲       | ۴          |
| ۷    | ملگار                 | ۲       | ۳          |
| ۷    | Mariscal Sucre        | ۲       | ۲          |
| ۷    | Lima Cricket          | ۲       | ۱          |
| ۷    | Unión Huaral          | ۲       | ۱          |
| ۷    | Sport Progreso        | ۲       | ۱          |
| ۷    | Sport José Gálvez     | ۲       | ۰          |
| ۱۴   | Juan Aurich           | ۱       | ۲          |
| ۱۴   | Jorge Chávez N°1      | ۱       | ۱          |
| ۱۴   | بیناسیونال            | ۱       | ۰          |
| ۱۴   | Centro Iqueño         | ۱       | ۰          |
| ۱۴   | Defensor Lima         | ۱       | ۰          |
| ۱۴   | San Agustín           | ۱       | ۰          |
| ۱۴   | Sport Juan Bielovucic | ۱       | ۰          |
| ۱۴   | Sport Inca            | ۱       | ۰          |